# Cỡ nòng 105 mm
105 mm (4,1 inch) là một cỡ nòng đạn pháo phổ biến của quân đội các nước NATO. Cỡ nòng của pháo binh được định rõ trong tiêu chuẩn STANAG 4458. Đạn pháo được quy định trong mục 3 tiêu chuẩn AOP-29 được tham khảo theo STANAG 4425.

## Pháo binh
Từ đầu thế kỷ 21, quân đội các nước NATO phần lớn sử dụng vũ khí cỡ nòng 155 mm (6,1 in) có sự cân bằng tốt giữa tầm bắn và khả năng công phátrong khi có một cỡ nòng duy nhất, giúp đơn giản hóa hậu cần; tuy nhiên, một số lực lượng quân sự vẫn giữ lại pháo lựu kéo 105 mm (4,1 in) vì trọng lượng nhẹ hơn và có khả năng cơ động tốt hơn, thậm chí là có thể vận chuyển bằng máy bay. Uy lực của đạn pháo cỡ nòng 105 mm bé hơn hơn và tầm bắn ngắn hơn so với đạn pháo cỡ nòng lớn đã khiến nó trở nên lỗi thời trong các loại pháo tự hành cỡ lớn, chẳng hạn như lựu pháo M108 của Mỹ và pháo tự hành FV433 Abbot của Anh đều sử dụng cỡ nòng 105 mm. Trung Quốc, Triều Tiên, Nga và các nước thuộc khối Liên Xô cũ khác sử dụng vũ khí cỡ nòng 122 mm (4,8 in) và 130 mm (5,1 in) cho các vai trò tương tự.

### Pháo 105 mm
- FV433 Abbot SPG ( United Kingdom)
- G7 howitzer ( South Africa)
- GIAT LG1 ( France)
- Indian field gun  ( India)
- K105A1 105 mm self-propelled howitzer (EVO-105) ( Republic of Korea)
- KH178 105 mm howitzer ( Republic of Korea)
- L118 light gun ( United Kingdom) / M119 howitzer ( United States)
- M-56 howitzer ( Serbia)
- M101 howitzer ( United States)
- M102 howitzer ( United States)
- M108 howitzer ( United States)
- Mk 61 105 mm self-propelled howitzer ( France)
- OTO Melara Mod 56 ( Italy)
- Type 74 105 mm self-propelled howitzer ( Japan)

## Pháo tăng
Trong Chiến tranh Lạnh, xe tăng chiến đấu chủ lực ra đời, và pháo 105 mm (4,1 in) (NATO) và 100 mm (3,9 in) (Khối hiệp ước Warsaw) là tiêu chuẩn cho những xe tăng chủ lực cho đến khi pháo 120 mm (4,7 in) (NATO) và 125 mm (4,9 in) (Khối hiệp ước Warsaw) ra đời vào những năm 1960 đến những năm 1990. Pháo L7 được sử dụng rộng rãi trong quân đội các nước NATO, sử dụng đạn 105×617mmR tiêu chuẩn, hiện nay loại đạn này vẫn được sử dụng trên xe tăng hạng nhẹ Stingray và xe tăng bánh lốp M1128 Stryker, cũng như các MBT cũ hơn như xe tăng M60.

### Pháo tăng 105 mm
- CN 105 F1 ( France)
- CN 105-57 ( France)
- Cockerill 105 HP Gun  ( Bỉ)
- Royal Ordnance L7 ( United Kingdom)
- XM35 ( United States)